# Libro dei ventiquattro filosofi
Il Libro dei ventiquattro filosofi (in latino Liber viginti quattuor philosophorum) è un testo filosofico e teologico medievale, pubblicato anonimo.
Si compone di ventiquattro proposizioni o definizioni di Dio enunciate da ventiquattro filosofi riunitisi in un ipotetico simposio. Le proposizioni hanno lo scopo di spiegare Dio e la sua essenza, riallacciandosi a numerose teorie filosofiche antiche e medievali.
Lo scritto apparve per la prima volta nella seconda metà del XII secolo e nel corso del tempo subì alcuni mutamenti. Ne esistono tre redazioni: la prima, composta da ventiquattro sentenze ed un breve commento; la seconda, a cui si aggiunge un ulteriore commento; la terza, senza i due commenti precedenti, composta solo dalle ventiquattro definizioni.
Le opinioni degli studiosi sul contesto filosofico e teologico del testo sono divergenti. Secondo Clemens Baeumker si tratterebbe di un "manuale sintetico del neoplatonismo cristianizzato", attribuibile a un filosofo medievale vissuto fra il XII e XIII secolo, in quanto il testo è ricco di ispirazioni di tradizione platonica (Macrobio, Agostino, Boezio e Dionigi Areopagita). La studiosa francese Françoise Hudry, sostiene invece che il testo sia riconducibile alla teologia aristotelica e alle scuole filosofiche di Harran e Alessandria: ad Harran, nell'Alta Mesopotamia, vivevano filosofi di origine greca molto legati ad Aristotele e testimonianze della loro esistenza sarebbero documentate ad Alessandria attraverso due opere, il Thesaurus philosophorum (manuale di logica) e il Liber de sapientia philosophorum, perduto, inserito nella trasmissione del pensiero aristotelico.